# Allium fimbriatum
Allium fimbriatum är en amaryllisväxtart som beskrevs av Sereno Watson. Allium fimbriatum ingår i släktet lökar, och familjen amaryllisväxter.

## Underarter
Arten delas in i följande underarter:
- A. f. denticulatum
- A. f. fimbriatum
- A. f. mohavense
- A. f. purdyi